# Liam Brady
Liam Brady (Dublin, 13 februari 1956) is een Iers voormalig voetballer en voetbaltrainer. Tijdens zijn spelerscarrière was hij een aanvallende middenvelder die het grootste deel van zijn carrière speelde bij Arsenal FC in de Engelse Football League. Hij begon bij de Londense club in 1973 en speelde in zeven jaar tijd ruim tweehonderd wedstrijden, waarin hij 43 doelpunten maakte. In 1980 vertrok Brady naar het buitenland om in Italië bij Juventus een contract te tekenen. Inmiddels was hij ruim zes jaar actief in het Iers voetbalelftal; ten tijde van zijn transfer naar Juventus kreeg hij van toenmalig bondscoach Jack Charlton de rol van aanvoerder toegewezen. Zeven jaar lang speelde Brady in de Italiaanse competitie: na Juventus (1980–1982) volgden Sampdoria, Internazionale en Ascoli (1982–1987). Na één seizoen bij laatstgenoemde club keerde hij terug naar Engeland, waar Brady nog drie jaar lang in actie kwam voor West Ham United. Hij speelde 89 wedstrijden en was negenmaal trefzeker. In 1990 beëindigde Brady zijn spelerscarrière, zowel op club- als interlandniveau: zijn 72ste en laatste interland was een vriendschappelijke interland tegen Finland op 16 mei 1990 (1–1), waarbij hij nog eenmaal de aanvoerdersband kreeg te dragen en na een halfuur vervangen werd door Andy Townsend. De wedstrijd was speciaal georganiseerd ter ere van Brady's afscheid van het voetbal.
Kort na zijn laatste wedstrijd in het betaald voetbal stapte Brady het trainersvak in. In 1991 werd hij hoofdtrainer van de Schotse club Celtic FC, waarna hij in 1993 de overstap maakte naar Brighton & Hove Albion. Beide clubs verkeerden in financiële problemen en Brady boekte geen noemenswaardig succes. In juli 1996 keerde hij terug bij Arsenal om aan de slag te gaan als hoofd jeugdopleiding, wat hij tot 2014 bleef doen. Gedurende die periode hielp Brady onder meer bij de opleiding van spelers als Jack Wilshere en Cesc Fàbregas. In 1996 werd hij gelinkt aan het trainerschap voor Arsenal, maar Arsène Wenger werd gekozen als opvolger van Bruce Rioch. Brady werd in 2008 tevens aangesteld als assistent-bondscoach van Ierland onder Giovanni Trapattoni en deed dat twee jaar lang; zijn contract verlengde hij niet, omwille van zijn verplichtingen bij Arsenal. Bij zijn ontslag in 2014 werd benadrukt door het bestuur dat hij betrokken zou blijven bij de club. Arsenal haalde hem in oktober 2015 terug in de rol van ambassadeur, met de focus op de jeugdopleiding.